# جبل رأس الرمان
جبل رأس الرمان أو جبل رامون هو جبل في صحراء النقب بفلسطين التاريخية وبالقرب من الحدود المصرية ويرتفع 1037 متر عن مستوى سطح 
البحر وهو أعلى قمة في جبال النقب.

## جيولوجيا
تشكّل الجبل نتيجة التصدعات الجيولوجية الناتجة عن الشقّ السوري الإفريقي الذي حصل قبل 80 مليون سنة، وهو شقّ كبير أدى أيضا لتجعد الأرض وبروز جبال كثيرة، كان جبل رأس الرمان أحدها.